# 常陆野牛久站
常陆野牛久站（日语：／ Hitachinoushiku eki */?）位于茨城县牛久市，是东日本旅客铁道（JR東日本）管辖的鐵路車站。

## 历史
- 1998年3月14日 - 在原万博中央站遗址上，作为东日本旅客铁道车站投入运营。
- 1999年 - 入选东北车站百选。
- 2001年11月18日 - 支持使用Suica。
- 2003年2月10日 - 车站汽车租赁结束运营[2]。
- 2016年7月10日 - 车站业务委托化。

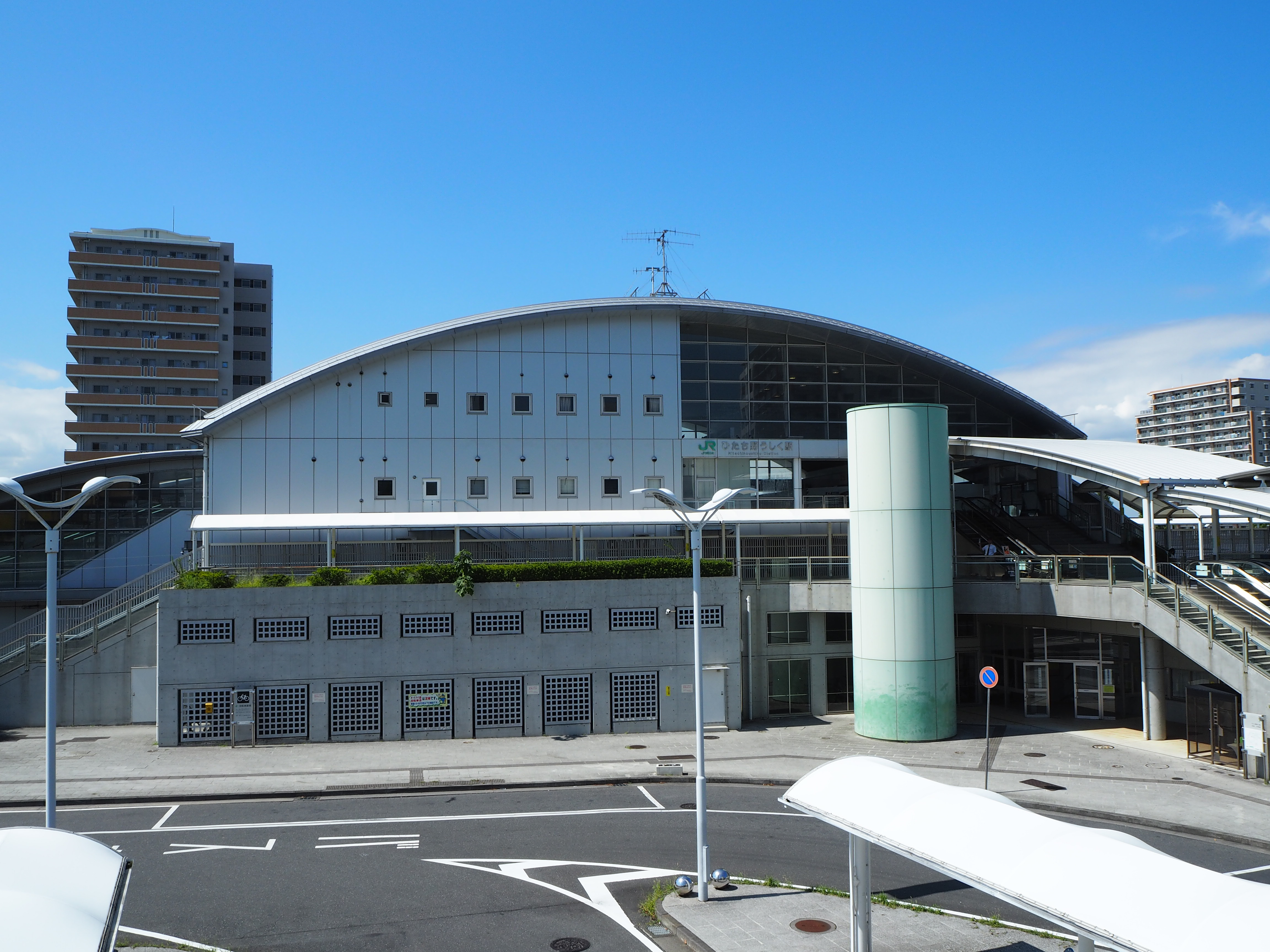
东口（2016年9月）

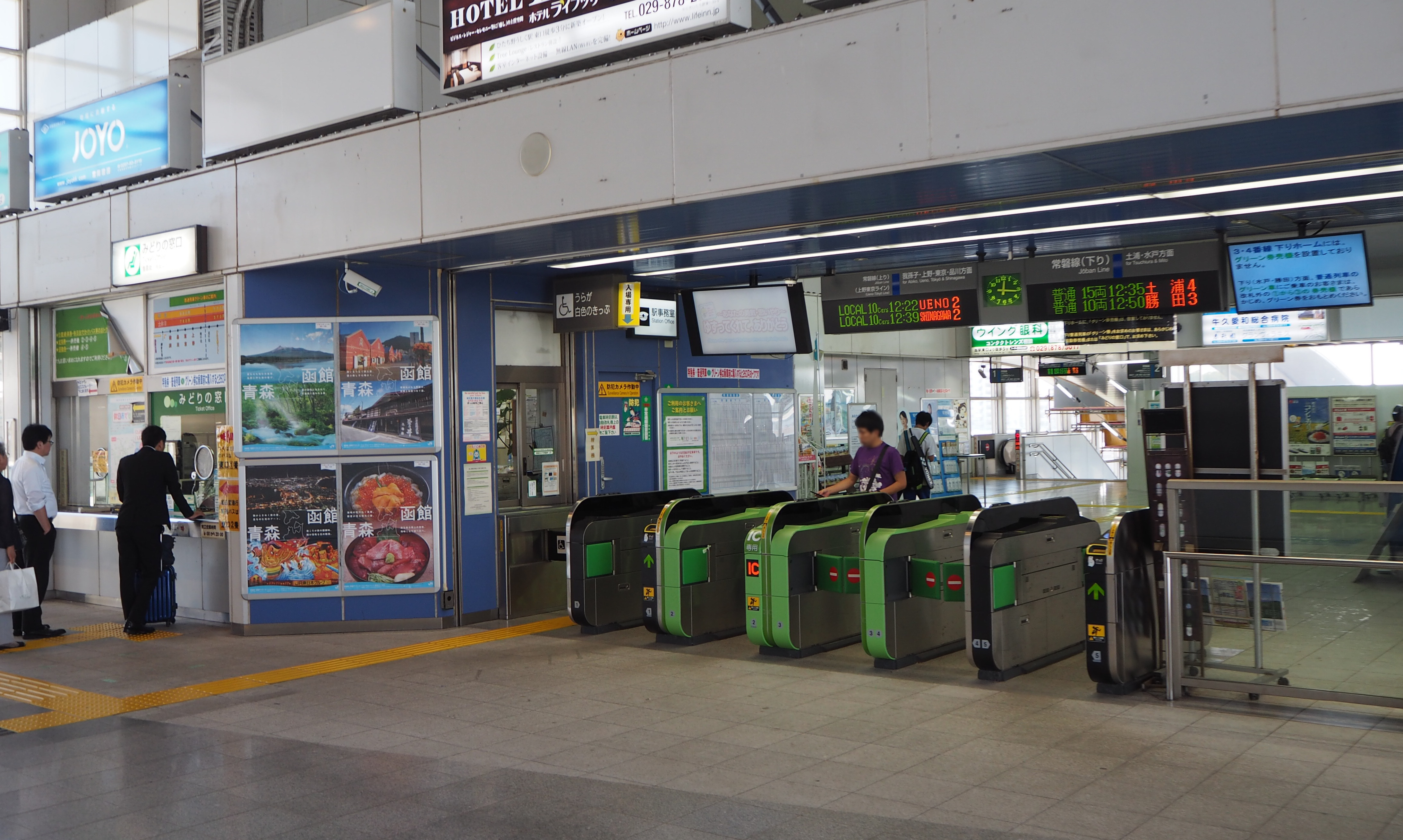
检票口（2016年9月）

## 车站结构
岛式站台2台4线的地上车站。跨线式站房。
JR东日本车站服务管理的业务委托站。设有绿色窗口（营业时间 8时00分 - 18时00分）、Suica自动闸机和指定席自动售票机。

### 站台配置

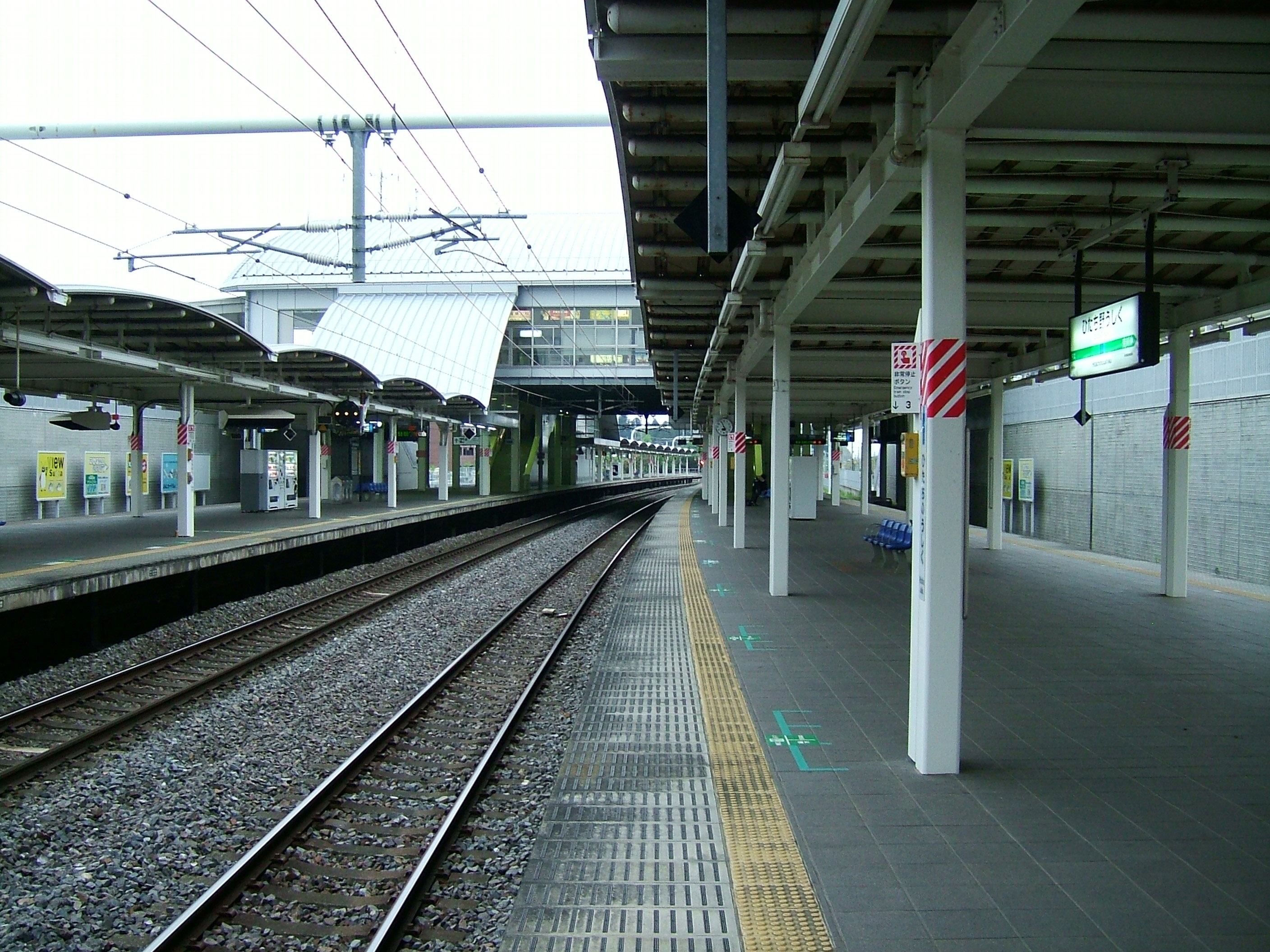
站台（2008年5月）

| 站台 | 路线    | 方向 | 目的地                                      |
| ---- | ------- | ---- | ------------------------------------------- |
| 1、2 | ■常磐線 | 上行 | 我孙子、上野、東京、品川方向 （上野东京线） |
| 3、4 | ■常磐線 | 下行 | 土浦、水户、日立、磐城方向                  |

（來源：JR東日本:車站構內圖 （页面存档备份，存于））

## 使用情况
根據JR東日本，2018年度（平成30年度）1日平均上車人次為6,973人。
近年的推移如下表。
| 上車人次推移       | 上車人次推移     | 上車人次推移 | 上車人次推移    |
| 年度               | 1日平均 上車人次 | 備註         | 來源            |
| ------------------ | ---------------- | ------------ | --------------- |
| 2000年（平成12年） | 4,377            |              | [ 利用客数 2 ]  |
| 2001年（平成13年） | 4,906            |              | [ 利用客数 3 ]  |
| 2002年（平成14年） | 5,430            |              | [ 利用客数 4 ]  |
| 2003年（平成15年） | 6,174            |              | [ 利用客数 5 ]  |
| 2004年（平成16年） | 6,717            |              | [ 利用客数 6 ]  |
| 2005年（平成17年） | 5,912            | TX開業       | [ 利用客数 7 ]  |
| 2006年（平成18年） | 5,151            |              | [ 利用客数 8 ]  |
| 2007年（平成19年） | 5,498            |              | [ 利用客数 9 ]  |
| 2008年（平成20年） | 5,705            |              | [ 利用客数 10 ] |
| 2009年（平成21年） | 5,797            |              | [ 利用客数 11 ] |
| 2010年（平成22年） | 5,815            |              | [ 利用客数 12 ] |
| 2011年（平成23年） | 5,849            |              | [ 利用客数 13 ] |
| 2012年（平成24年） | 6,112            | AEON開業     | [ 利用客数 14 ] |
| 2013年（平成25年） | 6,439            |              | [ 利用客数 15 ] |
| 2014年（平成26年） | 6,316            |              | [ 利用客数 16 ] |
| 2015年（平成27年） | 6,657            |              | [ 利用客数 17 ] |
| 2016年（平成28年） | 6,787            |              | [ 利用客数 18 ] |
| 2017年（平成29年） | 6,885            |              | [ 利用客数 19 ] |
| 2018年（平成30年） | 6,973            |              | [ 利用客数 20 ] |

## 位置特征

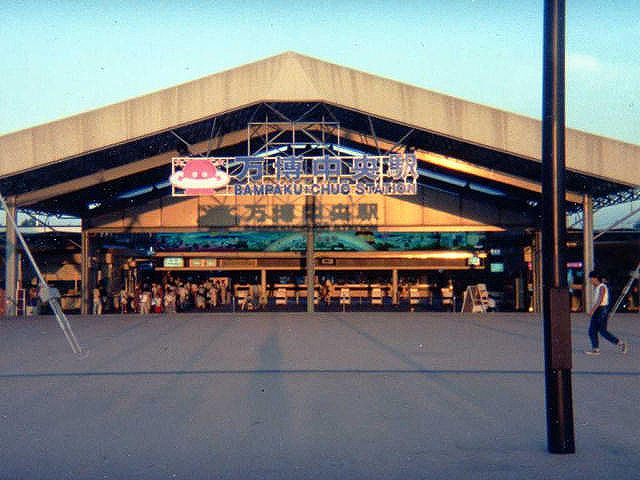
1985年开设的临时站万博中央站（1985年拍摄）

### 万博中央站的遗址
常陆野牛久站选址原为万博中央站。万博中央站是为1985年（昭和60年）开幕的国際科学技術博覧会（筑波世博）而建设的临时站，仅1985年3月14日-9月6日限定营业。在牛久市住宅、都市整备公团（现都市再生机构）同意负担建设车站全部费用後，1998年（平成10年），JR东日本在原址重建了新的常陆野牛久站。

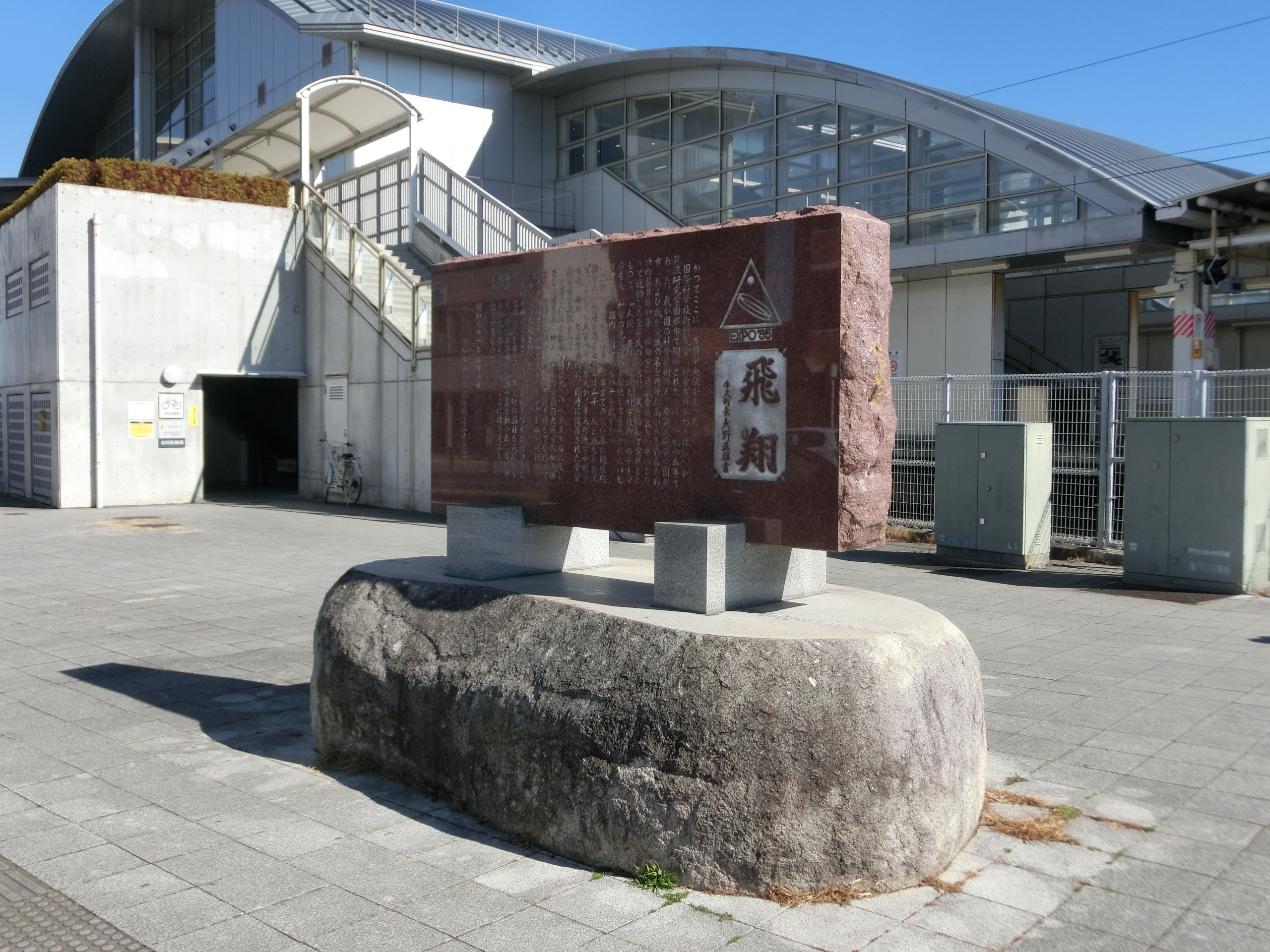
西口的万博中央站纪念碑

2009年（平成21年）在车站西口设置了万博中央站的纪念碑。

## 相鄰車站
東日本旅客鐵道（JR東日本）
■常磐线 
特急列车“常陆”部分列车停车站
■特别快速、■普通
牛久－常陆野牛久－荒川冲

### 使用情况
1. ↑  . 東日本旅客鉄道.   [2019-07-07]. （原始内容存档于2019-03-21）.
2. ↑  . 東日本旅客鉄道.   [2019-03-07]. （原始内容存档于2019-03-28）.
3. ↑  . 東日本旅客鉄道.   [2019-03-07]. （原始内容存档于2019-03-28）.
4. ↑  . 東日本旅客鉄道.   [2019-03-07]. （原始内容存档于2019-03-28）.
5. ↑  . 東日本旅客鉄道.   [2019-03-07]. （原始内容存档于2019-03-28）.
6. ↑  . 東日本旅客鉄道.   [2019-03-07]. （原始内容存档于2019-03-28）.
7. ↑  . 東日本旅客鉄道.   [2019-03-07]. （原始内容存档于2019-03-28）.
8. ↑  . 東日本旅客鉄道.   [2019-03-07]. （原始内容存档于2019-03-28）.
9. ↑  . 東日本旅客鉄道.   [2019-03-07]. （原始内容存档于2019-03-28）.
10. ↑  . 東日本旅客鉄道.   [2019-03-07]. （原始内容存档于2019-03-28）.
11. ↑  . 東日本旅客鉄道.   [2019-03-07]. （原始内容存档于2019-03-28）.
12. ↑  . 東日本旅客鉄道.   [2019-03-07]. （原始内容存档于2019-03-28）.
13. ↑  . 東日本旅客鉄道.   [2019-03-07]. （原始内容存档于2019-03-28）.
14. ↑  . 東日本旅客鉄道.   [2019-03-07]. （原始内容存档于2019-03-28）.
15. ↑  . 東日本旅客鉄道.   [2019-03-07]. （原始内容存档于2019-03-28）.
16. ↑  . 東日本旅客鉄道.   [2019-03-07]. （原始内容存档于2019-03-28）.
17. ↑  . 東日本旅客鉄道.   [2019-03-07]. （原始内容存档于2019-03-23）.
18. ↑  . 東日本旅客鉄道.   [2019-03-07]. （原始内容存档于2019-03-28）.
19. ↑  . 東日本旅客鉄道.   [2019-07-07]. （原始内容存档于2019-03-21）.
20. ↑  . 東日本旅客鉄道.   [2019-07-07]. （原始内容存档于2019-07-05）.

## 外部連結
- 車站資訊（常陸野牛久）：東日本旅客鐵道